# Great Neck Estates
Great Neck Estates – wieś w Stanach Zjednoczonych, w stanie Nowy Jork, w hrabstwie Nassau.